# Шалико Бекас
Джангои Шалва Муразович (курд. Cangoyî Şalva Mûrazovîç, род. 5 августа 1956 года, в городе Тбилиси, Грузинская ССР) — курдский актёр, режиссер и руководитель театра.

## Биография
Родился 5 августа 1956 года, в городе Тбилиси, Грузинская ССР, в курдской (езидской) семье, творческий псевдоним — Шалико Бекас (курд. Şalîko Bêkes). В 1963 году пошел в первый класс русской общеобразовательной школы. Своё образование начал с «нуля» в прямом и переносном смысле, в силу того, что проживал в курдском квартале города и никакого другого языка, кроме курдского он не знал. Первые два года учёбы в школе Шалико овладевал русским языком. Начиная где-то с 3-4 класса, Шалико очень полубил кино и вскоре у него появилась мечта стать актёром, а позже и режиссёром кино. С этой мечтой он и продвигался по жизни.
С 1972 года, он вплотную стал заниматься кино и театром. На летние каникулы работал в киностудии «Грузия-фильм», посещал всякие лекции по искусству и театру (в частности), а позже поступил в театральную студию. Были попытки поступить и в театральный институт, но курдам всегда трудно было преодолевать националистические преграды, которые подпольно доминировали практически во всех союзных республиках СССР.
Во время службы в армии, практически год, работает в армейском театре. Сыграл пять ролей; две из них главные. В спектакле «А зори здесь тихие» попробовал себя в качестве сорежиссёра. А в соавторстве с драматургом Зацепиным написали комедию «Наряд вне очереди». Спектакль прошел с успехом.
После армии поступает в театральное училище, под руководством А. Р. Енукашвили.
Работает в Русском ТЮЗе с режиссёром Н. А. Джандиери. В драматическом театре, под руководством М. М. Чавчавадзе играет в спектакле «Свет в конце тоннеля» (Володю), принимает участие в агитспектакле «Синяя блуза», несколько одноактных пьес. Очень короткое время работает в Гос. Филармонии и театре им. Грибоедова.
С 1972 же года у него появилась заинтересованность в образовании курдского национального театра, но дело это было не из легких и все попытки заканчивались неудачей и отказом со стороны властей. Тем не менее 4 сентября, 1979 года в Тбилиси был реально образован курдский самодеятельный театральный кружок, под руководством курдского поэта Джардое Асад. Позже он стал курдским народным театром. С этого момента Шалико Бекас уходит в курдский театр. Вскоре Джардое Асад сменила курдянка Зина Талоева, а вслед за ней Мураз Джафаров. Но, к сожалению, это были формальные руководители, которые ничего не хотели делать. Погоду в театре делали активисты театра: Шалико Бекас, Юра Набиев, Тенгиз Балоян, Темури Члдаргуши, а потом к ним постепенно присоединялись и другие активисты.
Театр просуществовал 13 лет. За это время театр осуществил 13 постановок, которые имели неотразимый успех среди своего зрителя; как курдских драматургов, так и многих советских: грузинских, русских, армянских, азербайджанских. Во всех проектах Шалико Бекас принимает непосредственное участие; как в ведущих ролях, так и в помощи режиссёра театра, в переводах пьес.
В 1988 году состоялся дебют Шалико Бекаса уже в качестве постановщика. Первая премьера трагикомедии «Богом Проклятые», которую написал Шалико Бекас в 1986 году.
Кроме этого, Шалико Бекас является автором нескольких десятков отдельных скетчей, юморесок, одноактных пьес. Большинство из них были поставлены на сценах курдского театра.
В 1989 году Шалико отделился от театра и организовал любительскую киностудию, но, к сожалению, ей не суждено было работать, в связи с экономическими трудностями. Пришлось на базе этой киностудии переквалифицироваться в театр сатиры и юмора им. Джагархвина.  Он просуществовал 4 года и осуществил 5 постановок. Здесь он «выступает» в качестве руководителя театра, режиссёра-постановщика, драматурга и ведущего актёра.  Пьесы писал он сам. Пять комедии, написанные им: «Тысяча Грехов», «Курды и Инопланетяне», «Семейные Уроды», «Богом Проклятые» и «Сирота» проходили с большим успехом.
С 1994 года Шалико Бекас уже в Москве борется за создание курдского театра.
Попытки в 1994, 1997 и 2000 годах не увенчались успехом.
В 1996 году коллектив уезжает на гастроли в Европу на два месяца.
В 2007 году — очередная попытка создания театра. Коллектив начал свою работу над пьесой «Богом Проклятые» в марте, а 20 октября состоялась премьера спектакля в ДК им. Луначарского. 27 января 2008 года состоялась вторая премьера этого спектакля. На московском театральном фестивале "Москва - город мира" спектакль был высоко оценен членами жюри.
13 апреля 2012 года в Москве состоялась премьера спектакля Шалико Бекаса «Розы без шипов не бывают».
С большим успехом в Москве прошли гастроли амадского курдского театра в неофициальной столице Большого Курдистана в городе Диярбакыр (курд. Amed). Театральный коллектив из Амада привез в Москву спектакль «Хазгини», ("Розы без шипов не бывают", постановка Шалико Бекаса), премьера которого состоялась 27 декабря 2013 года, в Амаде.